# تيم هاوك
تيم هاوك (بالإنجليزية: Tim Hauck)‏ هو لاعب كرة قدم أمريكية أمريكي، ولد في 20 ديسمبر 1966 في بوتي في الولايات المتحدة.